# Guldfågeln Arena
El Kalmar Arena, denominado actualmente como Guldfågeln Arena por motivos de patrocinio, es un estadio de fútbol situado en Kalmar, Suecia. Inaugurado en 2011, es la sede del Kalmar FF.
El escenario también fue sede de la Eurocopa Femenina 2013.